# Новий Тіріс
Новий Тірі́с (рос. Новый Тирис) — село у складі Абдулинського міського округу Оренбурзької області, Росія.

## Населення
Населення — 300 осіб (2010; 339 у 2002).
Національний склад (станом на 2002 рік):
- татари — 99 %